# Hoflieferant

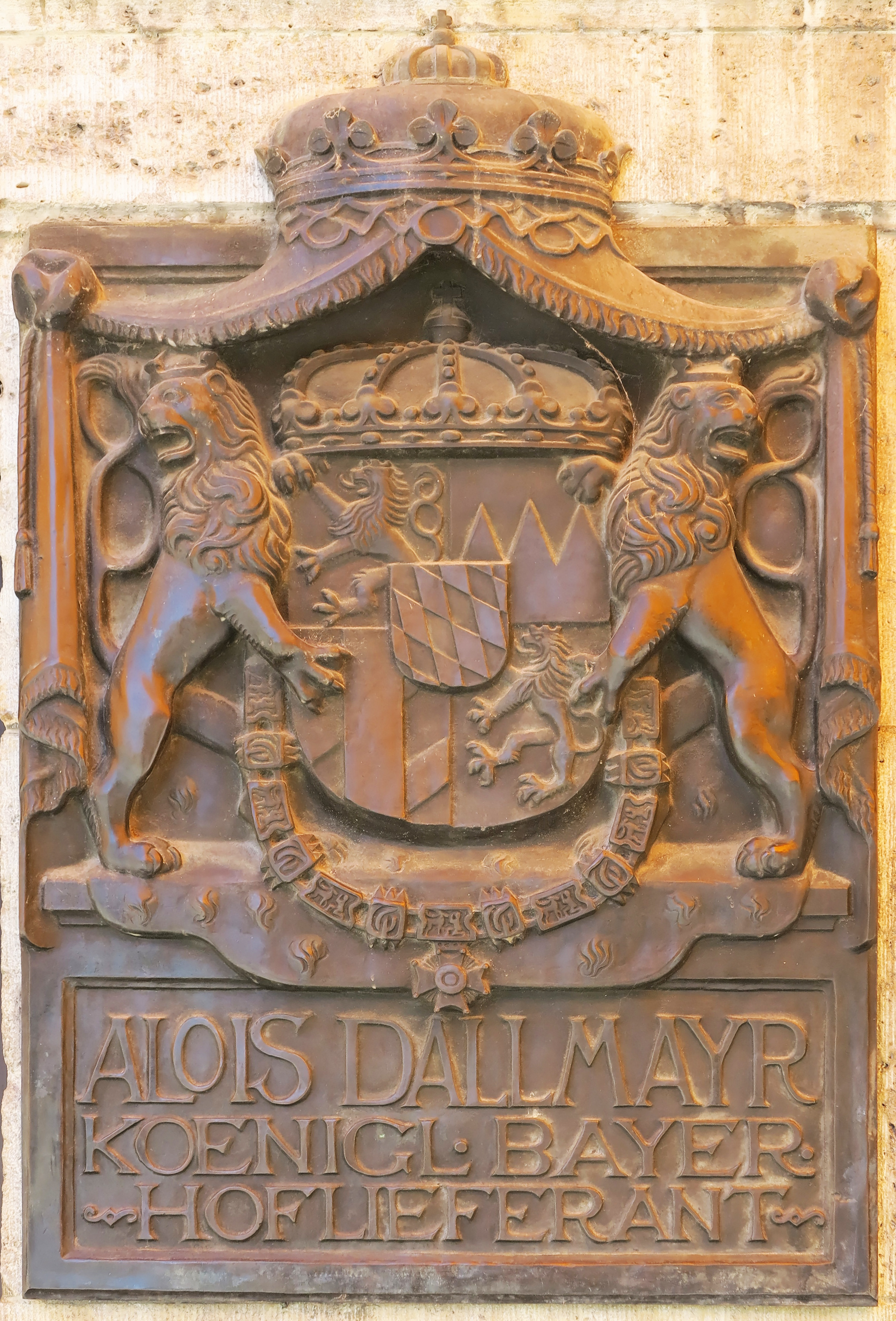
Bayerisches Hoflieferantenschild am Stammhaus Dallmayr in München

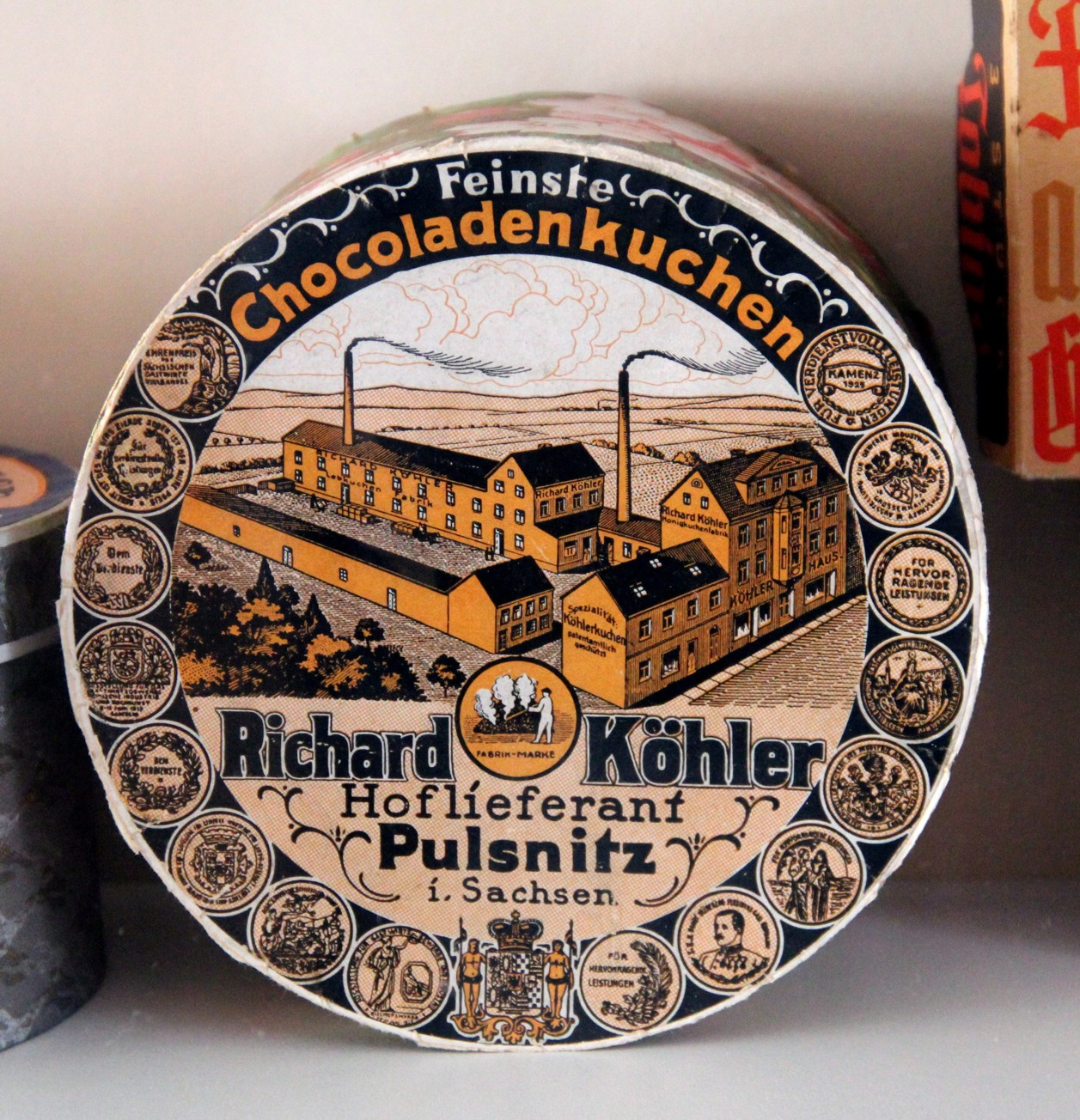
Pfefferkuchendose eines Hoflieferanten aus Pulsnitz

Werbeanzeige eines Kammerlieferanten von 1911

Hotel-Werbeanzeige eines Hoflieferanten von 1912

Werbeanzeige aus Leipzig von 1913

Ein Hoflieferant des Kaisers und Königs von Preußen

Werbeanzeige des Hoflieferanten Joh. Heinrich Hantzsch aus Dresden von 1910

Werbeanzeige eines Hoflieferanten aus Dresden

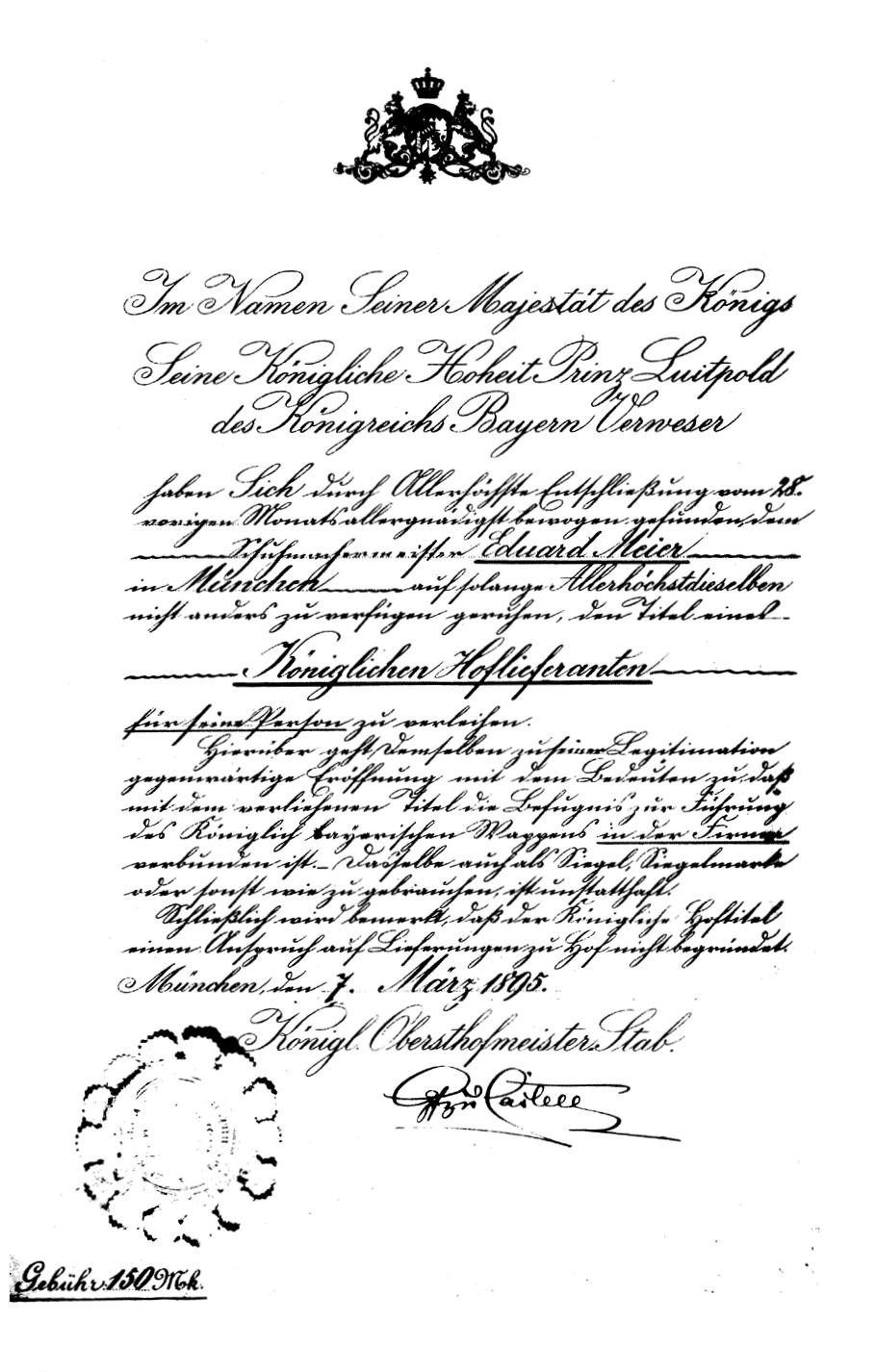
Hoflieferantendiplom an den Schuhmachermeister Eduard Meier vom 7. März 1895

Ein Hoflieferant ist ein Unternehmen, das besondere Privilegien für Lieferungen von Waren und das Anbieten von Diensten an einen/-m Hof genießt. In Monarchien existiert dieses System bis heute, wie in Großbritannien, Thailand, Belgien, Schweden und Dänemark. In einzelnen Ländern, wie z. B. in den Niederlanden, handelt es sich beim Titel „Hoflieferant“ um eine Auszeichnung, die unabhängig von der Belieferung des Hofes an alteingesessene Unternehmen im ganzen Land vergeben werden kann, welche bestimmte andere Voraussetzungen erfüllen, wie ein traditionsreiches Alter, Unbescholtenheit oder Vorschlag des örtlichen Bürgermeisters.
Die Verleihung der Auszeichnung Hoflieferant hatte nicht nur für den Lieferanten Vorteile. Die Monarchie sicherte (bzw. sichert) sich im Gegenzug durch dieses Auszeichnungssystem die Unterstützung der führenden bürgerlichen Handels- und Industriebetriebe.
In der deutschen Geschichte gingen der Ehrung Hoflieferant durchaus unterschiedliche Bedingungen voraus. Sie konnten daher von Staat zu Staat unterschiedlich sein. Innerhalb der einzelnen deutschen Staaten und später im Deutschen Kaiserreich, war der Titel Hoflieferant immer an verschiedene Voraussetzungen geknüpft, welche durch die jeweiligen Königreiche, Großherzogtümer, Herzogtümer und Fürstentümer einzeln geregelt waren. Im folgenden Abschnitt, werden zum Beispiel für das ehemalige Königreich Sachsen nähere spezifische Informationen gegeben (siehe Liste sächsischer Hoflieferanten).
Meist wurden nur physische Personen mit dem Titel Hoflieferant beehrt. Der Titel galt in diesem Falle also nur der Person und nicht unbedingt zeitgleich einer Firma. Es gab aber auch hier Ausnahmen, die im überreichten Diplom genauer bezeichnet waren. Weiterhin gab es auch Titel, welche nur ein Produkt benannten und keinesfalls die herstellende Firma betrafen. Ein besonderer Fall war immer die Geschäftsaufgabe oder gar der Tod eines Hoflieferanten. Wurde das Geschäft oder die Produktion durch einen Nachfolger weitergeführt, ging der Titel nicht automatisch auf den Nachfolger über, sondern es musste neu entschieden werden. Betraf der Titel aber nur ein Produkt der Firma, war die Weiterführung des Titels auf Antrag möglich. Die Hoflieferanten wurden meist nach ihrer Diplomierung geordnet. Die Diplome lauteten auf den Titel „Hoflieferant“, sofern bei den Namen kein anderer Titel (z. B. Hofgoldschmied, Hofmundbäcker, Hoforgelbauer etc.) vermerkt wurde. Nicht nur der Landesfürst konnte den Titel verleihen, sondern auch einige Mitglieder der „Königlichen Familie“ selbst. Weniger bekannt ist, dass der Titel eines Hoflieferanten auch käuflich war. Es gibt daher viele große Unterschiede, die man immer einzeln betrachten muss.

## Hoflieferanten in deutschen Staaten und Territorien

### Anhalt
- Joseph Reitmayer, Fotoatelier, Tegernsee (zugleich auch Herzoglich Bayerischer Hoffotograf).[3]

### Hannover
siehe Liste hannoverscher Hoflieferanten

### Hohenzollern (-Sigmaringen, -Hechingen)
siehe Liste hohenzollernscher Hoflieferanten

### Lippe Detmold
- Hugo Julius, Hoffotograf.[4]
- Farina gegenüber – 1843 Hoflieferant Seiner Hoheit Paul Alexander Leopold Fürst zur Lippe.

### Nassau
- Farina gegenüber 1846 Hoflieferant Seiner Hoheit Adolph Herzog von Nassau

### Königreich Bayern
siehe Liste bayerischer Hoflieferanten

### Königreich Preußen und Deutsches Kaiserreich
siehe Liste preußischer Hoflieferanten

### Königreich Sachsen
siehe Liste sächsischer Hoflieferanten

### Königreich Württemberg
Seit dem frühen 20. Jahrhundert verlieh der König von Württemberg den Hoflieferanten ein besonderes Wappen, auf dem der linke schwarze Wappenhalter seinen Blick dem Betrachter zuwendet.
- Paul Bertler, Hofjuwelier seit 1912.
- Jakob Braun und Albrecht Braun, Steinarbeiten, Lonsee, 25. Februar 1914.[5]
- Farina gegenüber, Hoflieferant des Königs von Württemberg, Eau de Cologne – 1868 SM König Karl I.
- Griesshaber, Schokolade, Stuttgart.
- Hartwig & Vogel, Schokoladen- und Kakaofabrik.
- Hof-Apotheke, Stuttgart.
- Josef Hofer, Forellenzucht (heute Hofer Forellen GmbH), Hoflieferant seit 1908, Oberndorf am Neckar.[6][7]
- L. Kauffmann, Hof-Photograph, Hinter dem Kurhaus, Bad Creuznach.[8]
- G. C. Kessler & Co., Sektkellerei (heute Kessler Sekt GmbH & Co. KG) in Esslingen am Neckar, seit 1881.
- Pfeiffer, Flügel- und Klavierfabrik, Stuttgart.
- Conrad Ruf wurde 1881 der Titel „Hofphotograph“ durch den Großherzog von Baden verliehen.[9]
- Eduard Schultze, Firma: Max Kögel wurde 1895 der Titel „Hofphotograph“ durch den Großherzog von Baden verliehen.[10]
- »Samson«, Bürgerliche Brauerei Budweis.
- Paul Teufel, Königl. Hoflieferant (Lithograph), Stuttgart.[11]
- Theodor Krumm (Tekrum) seit 1912.[12]
- Theodor Zwicker (d. Ä.), Herrenausstatter, Konstanz.[13]
- Vereinigte Hofmöbelfabriken Brauer & Wirth, Möbelhersteller, Stuttgart.

### Großherzogtum Baden
siehe Liste badischer Hoflieferanten

### Großherzogtum Hessen
- Carl Backofen, Fotograf, Schönbergerstraße 10, Bensheim an der Bergstraße.
- C. H. Busch, Potsdam.[14]
- Ludwig Boßler, Kaufmann, Inhaber der am 20. März 1863 mit dem Hofprädikat ausgezeichneten Glas- und Porzellan-Handlung Boßler-Lenz in Darmstadt.[15]
- Johann Baptist Ciolina, Hugo Thiele Nachf., 1892 durch die Kronprinzessin von Griechenland, Prinzessin Sophie von Preußen[16], 1896 durch die Königin der Niederlande[17] und 1898 durch die Landgräfin von Hessen, Prinzessin Anna von Preussen zum Hof-Photographen ernannt.[18]
- Otto Dahlem (Obstzüchter), Edelobstlieferant aus Ibersheim.
- Max Erler, Inhaber Johanne Marie, geb. Quedenfeld, Franz Curt Quedenfeld, Hugo Erler, Pelzwarenhandlung, Leipzig, Brühl 34–40, noch an weiteren Höfen den Titel eines Hoflieferanten.[19]
- Farina gegenüber, 1866 Hoflieferant SKH Großherzog Ludwig III. von Hessen.
- August Füller, Fotograf, Hardtgasse 1, Worms.[20]
- Ernst Hennigs, Hofphotograph Sr. Hoheit des Landesgrafen Ernst von Hessen, Friedrichstrasse 9, Kassel.[21]
- Wilh. Risse, Hofphotograph, Bahnhof-Strasse No. 808 bzw. No. 5, Marburg A/Lahn.[22]
- Spalke Hof-Photograph, Wetzlar Goethebrunnen.[23]
- Franz Tellgmann, Hofphotograph Eschwege Hersfeld Bad Sooden.[24]
- Heinrich Schneider (Hofjuwelier), Hofjuwelier des Großherzogtums Hessen, das Juweliergeschäft besteht bis heute in Leipzig, Altes Rathaus, Markt 1.[25]
- Hugo Thiele, Dresden, Frankfurt, Hofphotograph Königl. Sächs. Hof-Photograph u. Hofphotograph I. d. Königin d. Niederlande, I.k. Hoheit d. Herzogin v. Albany, S. k. Hoheit d. Landgrafen v. Hessen, S. Hoheit d. Herzog v. Passau, S. Durchl. d. Fürsten v. Waldeck-Pyrmont., Kaiserstrasse 29, Frankfurt a. M.[26][27]
- Heinrich Thomas, Hofphotograph in Darmstadt.[28]
- Heinsius + Sander, Textilhändler.

### Großherzogtum Mecklenburg-Schwerin(-Güstrow)
siehe Liste mecklenburgischer Hoflieferanten

### Großherzogtum Mecklenburg-Strelitz
- Deertz & Ziller, Modewarengeschäft, Dresden, Prager Straße 42.[29]
- Farina gegenüber 1859 Hoflieferant für Eau de Cologne Seiner Königlichen Hoheit Georg Friedrich Karl Großherzog von Mecklenburg Strelitz.
- Hermann Jung, Inh. Alois Michael Pattis, Schneider sowie Schneidergeschäft für den Herren, Dresden, König-Johann-Straße 19, (siehe Werbeanzeige).[29]
- Max Adolph Gustav Ritter, Möbelfabrikant, Dresden, Canalettostraße 10.[30]
- Willy Rudolph, Inhaber der Firma H. Mittenberger, Hofschneider, Dresden, Albrechtstraße 1, war auch noch an weiteren Höfen Hofschneider.[31]

### Großherzogtum Oldenburg
- Johannes Wilhelm Carl Eckhardt, Textilreinigung, Oldenburg.[32]
- Brügmann, Fritz, Hoftraiteur und Hotelier der „Hotels zur Seebadeanstalt“, „Kurhaushotel“, „Hansa-Hotel“, „Villa Marienlust“ und „Hotel Augusta“ in Travemünde, Hoflieferant S. M. des Kaisers und Königs, Hoflieferant S. K. H. des Großherzogs von Oldenburg.[33][34]
- Ernst Göcke, Porzellangeschäft, Dresden, Wilsdruffer Straße 16 und Feldgasse 15.[29]
- Hermann Haugk, Inhaber Georg Alexander Paulinus Andorf, Hüte, Dresden, Prager Straße 37.[29]
- Verlag Ad. Littmann, Oldenburg.
- Schlosscafé Rastede.
- Stedinger Molkereigenossenschaft.
- Ullmann, Heimtextilien, Oldenburg, (1881).
- Kolonialwarenladen „A.H. Wächter“, später Textilhandel.[35]
- Adalbert Heinrich Zimmer, Stahlwaren, Oldenburg.

### Großherzogtum Sachsen-Weimar-Eisenach, ab 1877 auch Großherzogtum Sachsen
- Richard Albani, Wäsche-, Leinen- und Aussteuergeschäft, Wurzen, Barbaragasse 2, war auch Kgl. Sächsischer Hoflieferant und Hoflieferant im Herzogtum Sachsen-Altenburg.[36]
- Farina gegenüber – Großherzoglich Sächsischer Hoflieferant für Eau de Cologne 1855 Seiner Königlichen Hoheit Karl Alexander Großherzog von Sachsen Weimar.
- Hahn’s Nachfolger, Hofphotograph, Ferdinandstrasse 11, Dresden.[37]
- Otto Hertel und dessen Nachfolger Hugo Müller, Großh. Sächs. Hofphotograph, Erbischestraße 11, Freiberg.[38]
- Hoh & Hahne, Inh. Richard Hoh und William Hahne, Photographische Apparate, Leipzig, Reichsstraße 12, waren auch Kgl. Sächs. Hoflieferanten.[39]
- Louis Held, Hoffotograf in Weimar.
- Sektkellerei G. C. Kessler & Co. (heute Kessler Sekt GmbH & Co. KG) in Esslingen am Neckar.
- Friedr. Kolby Herzogl. Sächsischer Hofphotograph Plauen i/V. Rädel-Strasse 1.[40]
- F. W. Krause, Delikatessen und Weinhandlung, Katharinen-Straße 6, Leipzig, hatte das Diplom Hoflieferant des Großherzogs v. Sachsen-Weimar, war auch an anderen Höfen ein Hoflieferant.[41]
- Karl Theodor Müller, Hofjuwelier, Weimar, Schillerstr. 5, Gold- und Silberwarenhandlung.[42]
- Lochow & Zimmermann, Pianofortefabrik, Strausberg.[43]
- August Platzdasch, Sophienstraße 33, Eisenach (Hof-Schuhmachermeister).[44]
- H. R. Pfretzschner – Großherzoglich Sächsischer Hoflieferant.
- Franz Vältl, Hoffotograf in Weimar.
- Louis Werner, Hof-Juwelier des Großherzogs von Sachsen-Weimar-Eisenach, Berlin, Friedrichstraße 190.[45]
- Josef Worda – Uniform- und Civilschneider.

### Herzogtum Anhalt
- Otto Buhlmann, Glashandlung, Leipzig, Eutritzscher Straße 16, war auch im Königreich Sachsen ein Hoflieferant.[19]
- Max Erler, Inhaber Johanne Marie, geb. Quedenfeld, Franz Curt Quedenfeld, Hugo Erler, Pelzwarenhandlung, Leipzig, Brühl 34–40, Hoflieferant Ihrer Hoheit der Erbprinzessin Leopold von Anhalt, diese Firma hatte noch an weiteren Höfen den Titel eines Hoflieferanten.[19]
- Ad. Hartmann, Hofphotograph, Franz-Str. 25, Dessau.[46]
- Hirsch & Co., Konfektion und Pelze, Dresden, Prager Straße 6/8, hatten auch an anderen Höfen ein Hofprädikat.[31]
- Hofatelier Pieperhoff, Alte Ulrichstr. 14, Magdeburg, mehrfach ausgezeichnet.[47]
- Franz Kohn, Hof-Photograph, Sr. Hoheit des Herzogs von Anhalt, Zerbst.[48]
- Franz Körner, Hof-Photograph, Herzog Wilhelmstr. 51, Zerbst Roslau a. Elbe.[22]
- F. W. Krause, Delicatessen- und Weingroßhandlung, Leipzig, Katharinen-Straße 6, war auch an anderen Höfen ein Hoflieferant.[39]
- Hermann Mühlberg, Strumpfwarenfabrik, Dresden, Webergasse 32 und Scheffelstraße 27, war auch noch Hoflieferant an anderen Höfen.[29]
- Julius Nary, Hof-Photograph, Carlsplatz 29, Bernburg.[49]
- Georg Schnauffer, Juwelier, Gold- und Silberwaren, Hofjuwelier, Dresden, Prager Straße 5.[29]
- Ed. v. Spoenla, Hof-Photograph, Leopoldstr. 9, Coeten.[50]
- Oskar Trinks, Fleischerei und Wurstfabrik, Dresden, König-Johann-Straße 12.[29]

### Herzogtum Sachsen-Coburg und Gotha
- Chr. Beitz Hof-Photograph Arnstadt Poststrasse.[51]
- Moritz Elimeyer, Hofjuwelier, Dresden, Jüdenhof 1, war zusätzlich noch Kgl. Sächs. Hofjuwelier und Hofjuwelier der Königin von England.[52]
- Max Erler, Inhaber Johanne Marie, geb. Quedenfeld, Franz Curt Quedenfeld, Hugo Erler, Pelzwarenhandlung, Leipzig, Brühl 34–40, Hoflieferant Ihrer Kaiserl. und Kgl. Hoh. d. Frau Herzogin Marie von Sachsen-Coburg und Gotha, diese Firma hatte noch an weiteren Höfen den Titel eines Hoflieferanten.[19]
- Wilhelm Feyler – Hoflieferant 1907 (Bayerische Lebkuchen- und Feingebäck-Manufaktur) Ihrer Kaiserlichen und Königlichen Hoheit Frau Herzogin Marie von Sachsen-Coburg und Gotha Großfürstin von Russland.
- Carl Grasser – Lieferant Seiner königlichen Hoheit Philipp Herzog zu Sachsen-Coburg-Gotha.
- B. Münchs F. Grundmann’s Nachf. Hofphotograph Sr. Hoheit d. Herzogs v. Sachs Cob. Gotha Gotha, Löwenstrasse 9 gegenüber der Kaserne.[53]
- Rudolf Sommerhuber – seit 1910 Lieferant Seiner königlichen Hoheit Prinz Ludwig von Sachsen-Coburg-Gotha.
- Willy Rudolph, Inhaber der Firma H. Mittenberger, Hofschneider, Dresden, Albrechtstraße 1, war auch noch an weiteren Höfen Hofschneider[31]
- Thüringer Fahnenfabrik Chr. Heinr. Arnold, Coburg.
- Eduard Uhlenhuth (1853–1919) war Kaiserlich-Königlicher, Großfürstlich-Russischer und Herzoglich-Sächsischer Hofphotograph in Coburg.[54]
- Ferd. Zinck, Herzogl. Hof-Photograph, Knappengasse u. Obere Allee, Hildburghausen.[55]
- Die Kunstgärtnerei J. Lambert & Söhne aus Trier erhielt 1897 eine Urkunde über die Ernennung zum Hoflieferanten.

### Herzogtum Sachsen-Meiningen
- Firma O & G Bartsch, Inhaber: Otto Bartsch und Gertrud verehel. Bartsch, Blumen und Pflanzenhandlung, Dresden, Prager Straße 6, Hoflieferanten Ihrer Kgl. Hoh. der Frau Großherzogin von Sachsen-Meiningen, waren auch noch Königl. Sächs. Hoflieferanten.[29]
- Farina gegenüber 1848 Hoflieferant Seiner Hoheit Bernhard Erich Freund Herzog von Sachsen Meiningen.
- Franz Köbcke, Hofphotograph, Dresden, Reißigerstraße 76, war auch Hofphotograph im Königreich Sachsen.[56]
- A. und F. Naumann, Hofphotograph, Leipzig, Dorotheenstraße 6, war auch noch an anderen Höfen Hofphotograph.[39]
- Josef Pichler & Söhne – Herzoglich Sachsen-Meiningen’schen Hof-Hutfabrikant, Graz.
- L. Otto Weber, Hofphotograph, Schlossplatz, Meiningen.[57]

### Herzogtum Sachsen-Altenburg
- Richard Albani, Wäsche-, Leinen- und Aussteuergeschäft, Wurzen, Barbaragasse 2, war auch Kgl. Sächsischer Hoflieferant und Hoflieferant im Großherzogtum Sachsen.[36]
- Robert Börner, Inhaber des Hotels „Hotel der Kaiserhof“, war auch Traiteur, Leipzig, Georgiring 7, hatte das Diplom Hoflieferant.[58]
- Gustav Böttger, Konditorei, Josephsplatz 9, hatte das Diplom Herzoglicher Hofconditor, Altenburg.[59]
- L. J. C. Caspar war auch Mitinhaber der Firma F. A. Schütz, Teppiche, Leipzig, Grimmaische Straße 10, hatte das Diplom Hoflieferant.[58]
- Dresdener Schulbankfabrik A. Lickroth & Co., Inh. Heinrich Leonhardt, Dresden, Strehlener Straße 37, Fabrik in Dresden-Niedersedlitz, war auch noch Königl Sächs. Hoflieferant.[29]
- Ernst Eberhardt, Juwelier und Goldschmied, Burgstraße, hatte das Diplom Herzoglicher Hofgoldschmied, Altenburg.[59]
- F. W. Krause, Delicatessen- und Weingroßhandlung, Leipzig, Katharinen-Straße 6, war auch an anderen Höfen ein Hoflieferant.[39]
- P. J. F. C. Emmrich, Schneider, Dresden, Waisenhausstraße 25, hatte das Diplom Hofschneider.[58]
- Ernst Anton Gey war Inhaber der Firma Carl Reinsch, Windkraftanlagen und Windkraftmotore, Dresden, Freiberger Straße 25/27, hatte das Diplom Hoflieferant.[58]
- C. H. G. Gregor war Inhaber der Firma F. W. Krause, Weinhandlung, Leipzig, Katharinen-Straße 6, hatte das Diplom Hoflieferant.[58]
- Carl Haustein, Frisör, Leipzig, Nicolai-Straße 1, hatte das Diplom Hoffrisör.[58]
- P. Guido Heinrich, Leipzig, Münzgasse 8, hatte das Diplom Hoflieferant.[58]
- Johann Adam Herwig war auch Mitinhaber der Firma F. A. Schütz, Teppiche, Leipzig, Grimmaische Straße 10, hatte das Diplom Hoflieferant.[58]
- Julius Hirsch, Traiteur, Leipzig, Bayrischer Platz 2, hatte das Diplom Hoftraiteur.[58]
- Arno Kersten, Fotograf, Albrechtstraße 9, hatte das Diplom Herzoglicher Hofphotograph, Altenburg.[59]
- Franz Kunze, Gärtnerei, Blumen und Pflanzenhandlung, Herzoglicher Hoflieferant, Altenburg.[59]
- R. Lanzendorf, Fotograf, Bernhardstraße 5, hatte das Diplom Herzoglicher Hofphotograph, Altenburg.[59]
- Heinrich Mau und Carl Mau, Inh. Johannes H. Mau, Gold- und Silberwaren, Hofjuwelier, Dresden, Friedrichs-Allee 2, später Rungestraße 18, waren auch noch Königl. Sächs. Hofjuwelier, Prinzlich Preußischer Hofjuwelier und K. K. Österreichischer Kammerjuwelier.[60]
- A. und F. Naumann, Hofphotograph, Leipzig, Dorotheenstraße 6, war auch noch an anderen Höfen Hofphotograph.[39]
- Otto Stünzner, Weinhandlung, hatte das Diplom Herzoglicher Hoflieferant, Altenburg.[59]
- Jacob Ludwig Weymuth, Hof-Friseur Sr. Hoh. d. Prinzen Albert v. Sachsen-Altenburg, war auch Hof-Friseur Sr. Maj. d. Königs von Sachsen und Sr. Kgl. Hoh. d. Prinzen Johann Georg, Dresden, Rähnitzgasse 22.[60]

### Herzogtum Schleswig-Holstein
- Emil August Kletzsch, Inh. d. Fa. F. W. Gottlöber, Nachf. E. W. Niedenführ, Fleischer, Dresden, Prager Straße 18, war auch im Königreich Sachsen ein Hoflieferant.[61]
- Jacques Pilartz; Ernennung zum Hofphotographen und Hoflieferanten Sr. königl. Hoheit Prinz und Prinzessin Christian zu Schleswig-Holstein per Dekret vom 5. April 1898.[62]

### Fürstentum Lippe-Detmold
- Stöckig & Co., Inhaber Walter Hugo Stöckig, Versandhaus von Gebrauchs- und Luxuswaren, Dresden, Fürstenstraße 97, mit einer Filiale in Tetschen-Bodenbach, Böhmen[61], siehe auch: Stöckig & Co., Dresden, Pelzmode-Katalog 1912.

### Fürstentum Reuß ältere Linie
- Max Erler, Inhaber Johanne Marie, geb. Quedenfeld, Franz Curt Quedenfeld, Hugo Erler, Pelzwarenhandlung, Leipzig, Brühl 34–40, hatten noch an weiteren Höfen den Titel eines Hoflieferanten.[19]
- August Michels, Seidenwaren-Wollstoffe, Berlin, Leipziger Straße 96, hatte das Diplom Hoflieferant S. D. des Fürsten Reuß ä. L.[58]

### Fürstentum Reuß jüngere Linie
- Kühnrich & Co., Hauswirtschaftliche Maschinen und Eisschrank-Fabrik, Leipzig, hatten das Diplom Hoflieferant der Prinzessin Heinrich VII.[58]
- P. A. Zschau, Wagen und Fahrzeuge, Leipzig, hatte das Diplom Hofwagenfabrikant.[58]

### Fürstentum Schaumburg-Lippe

Werbeanzeige eines Hoflieferanten aus Glauchau

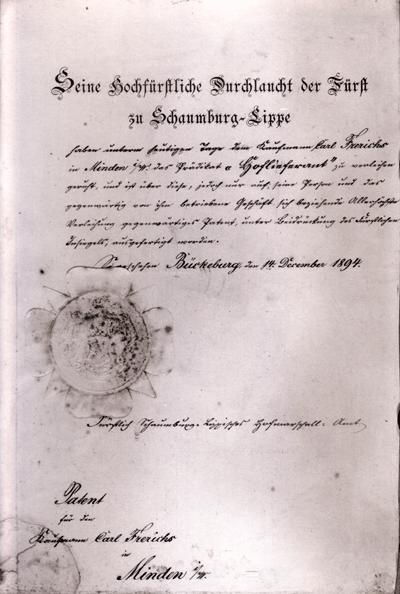
Patent des schaumburg-lippischen Hoflieferanten Carl Frerichs (1894)

- Fiedler & Vieweger, Inh. Otto Haußels, Hof-, Kakao-, Schokolade-, Zuckerwaren- und Honigkuchenfabrik. Glauchau, Lindenstraße 30 (siehe Anzeige), war auch Hoflieferant im Königreich Sachsen.[63]
- Chocoladenfabrikation Carl Meinecke, Steinhude.
- Feinkost Carl Frerichs, Minden – Hoflieferant Seiner Durchlaucht des Fürsten zu Schaumburg-Lippe seit 1894
- Druckerei J.F. Karthaus, Bonn.
- Teegeschäft F. J. Seeger, Hannover.
- Meyer Frankfurter Hof-Photograph Ihrer Königl. Hoheit der Frau Prinzessin Karl von Preussen. Wesel Viehthorstrasse 372.[64]
- Conrad Neu, Inh. Conrad Neu und E. Conrad Neu, Schneiderei, Dresden, Breite Straße 14.[29]
- Vollendorf Ophoven Hof-Photograph, Düren Oberstrasse 35.[65]

### Fürstentum Schwarzburg-Rudolstadt
Vom Fürsten zu Schwarzburg-Rudolstadt wurde der Titel des Hoflieferanten verliehen an
- Richard Köhler, Pfefferküchler, Pulsnitzer Pfefferkuchen, Wettinstraße 6/8.[66]
- A. und F. Naumann, Hofphotograph, Leipzig, Dorotheenstraße 6, war auch noch an anderen Höfen Hofphotograph.[39]
- F. J. Seeger, Hannover.

### Fürstentum Schwarzburg-Sondershausen
- Richard Köhler, Pfefferküchler, Pulsnitzer Pfefferkuchen, Wettinstraße 6/8.[66]
- Gg. Chr. Em. Al. Krutzsch, Wäsche aller Art, Leipzig, Grimmaische Straße 32, hatte das Diplom eines Hoflieferanten.[58]
- Eduard Kühne, Erfurt, hatte das Diplom eines Hoflieferanten.[58]
- C. B. J. Mühlberg, Dresden, hatte das Diplom eines Hoflieferanten.[58]
- Hermann Mühlberg, Strumpfwarenfabrik, Dresden, Webergasse 32 und Scheffelstraße 27, war auch noch Hoflieferant an anderen Höfen.[29]
- J. M. Oberdörffer, Leipzig, Querstraße 13, hatte das Diplom Hofmusikalienhändler.[58]
- Fritz Schuhmann, Photograph, Dresden, Amalienstraße 1, hatte das Diplom Hofphotograph.[58]
- E. Ludwig Ungelenk, Buchhandlung, Hofbuchhändler, Dresden, Wallstraße 6.[29]

## Hoflieferanten in Österreich-Ungarn
siehe k.u.k. Hoflieferant

## Hoflieferanten in weiteren Ländern

### Belgien
siehe Liste belgischer Hoflieferanten

### Bulgarien
- Emil Conrad Georg Sauer, Fürstl. bulg. Hofpianist und Kgl. Sächs. Kammervirtuos, Dresden, Hähnelstraße 8[67]
- Zeiß & Co., Aug., Shannon Registrator Compagnie, Bureaumöbel- und Schreibutensilien-Handlung, Berlin; Zweigniederlassung: Dresden, Waisenhausstraße 10, hatte das Diplom eines Hoflieferanten erhalten.[58]

### Dänemark
siehe Liste dänischer Hoflieferanten

### Griechenland
- Julius Blüthner, Geheimer Kommerzienrat, Pianofortefabrikant, wohnhaft in Leipzig, hatte das Diplom eines Hoflieferanten erhalten.[58]
- Carl Hausstein, Friseurmeister, wohnhaft in Leipzig, hatte das Diplom Hoffriseur des Kronprinzen Constantin erhalten.[58]
- Gebrüder Roettig, Optiker, wohnhaft in Dresden, Prager Straße 5, hatten das Diplom eines Hoflieferanten erhalten.[58]
- Otto Töpfer und auch dessen Geschäftsnachfolger Carl Loose, Militäruniformen, Zivilbekleidung und Militär-Effecten-Geschäft, Leipzig, Schulstraße 2, hatten das Diplom eines Hoflieferanten des Kronprinzen Constantin erhalten.[58]

### Großbritannien
siehe Liste britischer Hoflieferanten

### Italien
- Paul Hauswald, Bäcker, Dresden, Pirnaische Straße 36, hatte das Diplom eines Hoflieferanten der Herzogin von Genua erhalten.[68]
- Lars Magnus Hofberg, Harmoniumbau, Leipzig, Klingen-Straße 22, hatte das Diplom eines Hoflieferanten der Königin Margherita erhalten.[58]
- Richard Korschatz, Hüte, Dresden, Altmarkt 6, hatte das Diplom eines Hoflieferanten der Herzogin von Genua erhalten.[68]
- Zeiß & Co., Aug., Shannon Registrator Compagnie, Bureaumöbel- und Schreibutensilien-Handlung, Berlin, hatte das Diplom eines Hoflieferanten erhalten.[58]

### Niederlande
siehe Liste niederländischer Hoflieferanten

### Norwegen
- Zeiß & Co., Aug., Shannon Registrator Compagnie, Bureaumöbel- und Schreibutensilien-Handlung, Berlin; Zweigniederlassung: Dresden, Waisenhausstraße 10, hatte das Diplom eines Hoflieferanten erhalten.[58]
- Carl Rönisch, Pianofortefabrik, Dresden, Wallgässchen 1 und Prager Straße 9, hatte das Diplom Hofpianofortefabrikant erhalten.[58]

### Osmanisches Reich

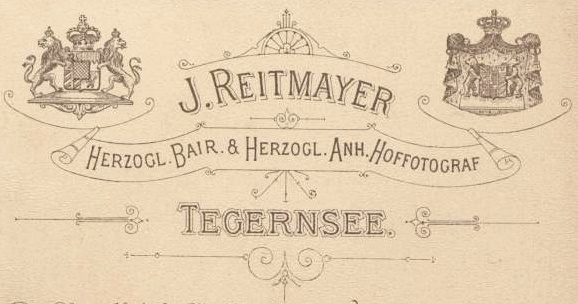
Reklame-Rückseite eines Fotos aus dem Atelier Josef Reitmayer, Tegernsee, Herzoglich Bayerischer und Herzoglich Anhaltischer Hoffotograf

- M. Welte & Söhne

### Portugal
- P. Th. Franke, Pianofortefabrikant, wohnhaft in Leipzig, hatte das Diplom eines Hofpianofortefabrikanten erhalten.[58]

### Rumänien
- Johann Maria Farina gegenüber dem Jülichs-Platz
- Sigmund Fluss
- C. M. Frank
- Ibach (Unternehmen)
- Julius Kwizda von Hochstern
- Lohner-Werke
- Bernhard Hieronymus Ludwig
- M. Welte & Söhne
- Herrmann Robert Reiss
- Wilhelm Schimmel Pianofortefabrik
- A. und F. Naumann, Hofphotograph des Königs von Rumänien, Leipzig, Dorotheenstraße 6, war auch noch an anderen Höfen Hofphotograph.[39]
- Siegfried Schlesinger, Inh. W. Steigerwald und Carl Kaiser, Manufaktur – Seidenband und Weißwäschegeschäft, Dresden.[29]
- Hermann Mühlberg, Strumpfwarenfabrik, Dresden, Webergasse 32 und Scheffelstraße 27, war auch noch Hoflieferant an anderen Höfen.[29]
- Johann Urbas, Pianofortefabrik, Dresden, Freiberger Straße 75.[29]

### Russland
- Felix Chopin, Bronzegießer
- Farina gegenüber 1843 Eau de Cologne
- K&S Popoff (Tee)
- Fabergé (Goldschmied und Juwelier)
- Smirnoff (Wodka)
- Russo-Baltique (Automobile)
- Pawel Akimow Owtschinnikow (Silberschmied, Moskau)
- Gratschew (Diamanten, Sankt Petersburg)
- Bankhaus Mendelssohn
- Jelissejew (Feinkost)
- Porzellanmanufaktur Lomonossow
- Louis Roederer (Champagner)
- Johann Jakob Weitbrecht, Typograph und Musikalienhändler in St. Petersburg

### Schweden
siehe Liste schwedischer Hoflieferanten

### Siam
- Fritz Schumann, Hofphotograph, wohnhaft in Dresden, war Hofphotograph des Königs von Siam.[58]

### Spanien
- Naumann's Pelzhaus, Inhaber Ernst Naumann, Berlin, Passauer Straße 1[69]
- Willy Rudolph, Inhaber der Firma H. Mittenberger, Hofschneider, Dresden, Albrechtstraße 1, war auch noch an weiteren Höfen Hofschneider[31]

### Türkei
- Ernst Eugen Kaps, Hofpianofortefabrikant, Dresden.[58]
- Woldemar Türk, Papierhandlung und Kontormöbel, Dresden, Altmarkt 1.[29]

### Vatikanstaat
- Wilhelm Rauscher, Fulda, Päpstlicher Hoflieferant und Domgoldschmied
- Fa. Rübsam, Wachswarenfabrik, Fulda, Päpstlicher Hoflieferant
- J. Heindl, Kunstanstalt für Kirchengeräte-Paramente und Fahnen sowie Buch- und Kunsthandlung, Österreich, Wien, Stephansplatz 5 (Domherrenhof), unter dem Pontifikat Sr. Heiligkeit Papst Pius XI. (1922–1939) war J. Heindl Hoflieferant Sr. Heiligkeit.[70]
- Firma Schreibmayr, Stickereien, Fahnen, Paramente und Kirchenbedarf, München, unter dem Pontifikat Sr. Heiligkeit Papst Pius XI. (1922–1939) war die Firma Schreibmayr, (Inhaber war damals Josef Püttmann) Hoflieferant Sr. Heiligkeit.[71]